# Leteći Holanđanin (Kit Teler)
Leteći Holanđanin јe epizoda seriјala Mali rendžer (Kit Teler) obјavljena u Lunov magnus stripu #298. Epizoda јe premijerno u bivšoj Jugoslaviji objavljena u 31. marta 1978. godine. Koštala je 10 dinara (0,54 $; 1,29 DEM). Korice su reprodukcija originalnih korica nepoznatog autora. Ovo je 1. deo duže epizode koja se nastavlja u svesci Operacija sudar (LMS299; LMS1017).

## Originalna epizoda
Epizoda je premijerno objavljena u Italiji u svesci #138. pod nazivom L’olandese volante objavljena u maju 1975. Sveska je koštala 200 lira (0,32 $; 1,27 DEM). Epizodu je nacrtao Frančesko Gamba, a scenario napisao Dečo Kancio. Originalne korice nacrtao je Franko Donateli, tadašnji crtač Zagora.

## Kratak sadržaj
El Paso, Arizona. Privatni preduzetnik Van Holt (po poreklu Holanđanin) gradi prugu od Teksasa do Los Anđelesa i Pacifika. Nakon što je potrošio dva miliona dolara ostao je bez para. Vlada Sjedinjenih država mu je dodelila kredit, ali Van Holt neprekidno dobija anonimne pretnje da mora da prekine da gradi prugu. Vlada mu dodeljuje „korpus“ rendžera kao pratnju. U stvari, to su samo Kit i Frenki, koji su stigli u El Paso da mu pomognu. Van Holt im pokazuje „Letećeg Holanđanina“, lokomotivu i kompoziciju vagona izrađenu po poslednjim tehnološkim dostignućima. Njome će putovati do Tusona, gde se trenutno završava pruga. Pre polaska pojavljuje se vladin službenik Bertold Kulum, koji donosi ček od milion dolara i kaže da će ga predati Van Holtu tek kada stignu u Tuson.

## Repriza epizode
U Srbiji je ova epizoda reprizirana u LMS-1016, pod istoimenim nazivom. Sveska je izašla 23. maja 2023.

## Prethodna i naredna sveska
Prethodna sveska Malog rendžera u LMS nosila je naziv 1000 i jedna klopka (LMS-295), a naredna Operacija sudar (LMS-299).